# Kingston (Rhode Island)
Kingston ist eine unselbstständige Gemeinde im US-Bundesstaat Rhode Island und gehört zur Stadt South Kingstown. Das U.S. Census Bureau hat bei der Volkszählung 2020 eine Einwohnerzahl von 7.825 ermittelt.

## Geographie
Kingston liegt etwa 40 Kilometer südwestlich von Providence am Südrand der Providence Metropolitan Area, eines Ballungsraumes an der Atlantikküste mit 1,5 Millionen Einwohnern rund um Providence, etwa 40 km südwestlich von Boston und 200 km nordöstlich von New York. Die Gemeinde verteilt sich im Wesentlichen auf die Siedlungen Kingston und West Kingston, die etwa zwei Kilometer auseinanderliegen. Sie hat eine Fläche von 4,1 km², die mittlere Höhe beträgt 75 m über dem Meeresspiegel. Das Gemeindegebiet ist von Wald umgeben, nur im Gebiet zwischen Kingston und West Kingston befinden sich größere landwirtschaftliche Flächen.
In Kingston befindet sich die University of Rhode Island. Sie wurde 1889 als Rhode Island Agricultural College gegründet, 1909 umbenannt in Rhode Island College und 1953 in University of Rhode Island.
Sehenswert ist unter anderem der 120 Jahre alte Bahnhof der historischen Nordostlinie der Amtrak in West Kingston.

## Bevölkerung
Bei der Volkszählung 2000 lebten 5446 Menschen in Kingston. Fast 87 % der Bevölkerung waren Weiße, fast 5 % Asiaten und 3,5 % Afroamerikaner, der restliche Anteil verteilte sich auf verschiedene Volksgruppen. Das Pro-Kopf-Einkommen betrug 10.952 US-Dollar, fast 9 % der Bevölkerung lebte unter der Armutsgrenze.

## Geschichte
Kingston hieß ursprünglich Little Rest, wurde jedoch 1826 umbenannt. Die Gemeinde war zwischen 1752 und 1894 der County Seat des Washington County (früher Kings County). Die frühere Bedeutung der Gemeinde lässt sich an der Architektur ablesen. Die historischen Gebäude dienen heute anderen Zwecken. Ein Beispiel dafür ist die Bibliothek, die sich im Gebäude des früheren County Court Houses befindet, wo die Generalversammlung von Rhode Island im Wechsel mit Newport und Providence abgehalten wurde.